# Josep Jané i Periu
Josep Jané i Periu (?, 1914 – Barcelona, 6 de febrer del 2008) va ser un historiador local català. Va començar donant classes de formació professional i educativa a l'Escola Tècnica Professional del Clot, el 1932 es va incorporar a la Joventut Obrera Cristiana de la Federació de Joves Cristians, la secretaria de la qual va assumir; durant la postguerra fou membre de la Comissió Abat Oliba i, el 1983, fundà el Museu de Torrebesses, una col·lecció Etnològica gestionada per la fundació del mateix nom, al poble del Segrià. El 2004 fou guardonat amb un dels Premis d'Actuació Cívica de la Fundació Lluís Carulla.

## Obres
- Torrebesses, poble del priorat de la cartoixa de Santa Maria d'Escala Dei de Tarragona, 1451-1835
- Introducció a la història de Torrebesses (2000)